# Neumático radial

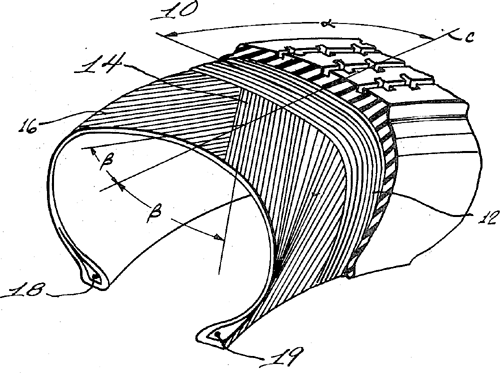
Sección transversal de un neumático. El número 12 muestra las bandas radiales. Los números 14 y 16 son las bandas sesgadas.

Un neumático radial es un diseño particular de neumático para vehículos.  En este diseño, las bandas de cables están colocadas en un patrón de forma perpendicular a la dirección de rodamiento, o radialmente (desde el eje de rotación del neumático).

## Historia
Los neumáticos se encuentran reforzados por una serie de bandas de cables de acero. Sin estos refuerzos, un neumático sería débil y demasiado flexible. El entramado de cables que le da fortaleza y forma es denominado la carcasa. Desde la década de 1960, todos los neumáticos comunes poseen una carcasa de cables de poliéster, acero u otros materiales textiles, colocado junto con varias capas de caucho.
En el pasado, este tejido era armado sobre un tambor plano de acero, con los cables formando ángulos de unos +60 y −60 grados con la dirección de rodamiento, por lo que se entrecruzaban entre sí. Las bandas eran enrolladas sobre los cables de acero a lo que se agregaba la cara lateral del neumático. El neumático verde o sin curar era montado en un dispositivo para ser curado y se le daba forma con un molde. Este proceso de conformado hacia que los cables en el neumático tomaran una forma en 'S'. El ángulo bajo la banda de rodamiento se reducía a unos 36 grados. Éste era denominado el ángulo corona. En la región de las caras laterales el ángulo era de 45 grados y en la banda de rodamiento era de 60 grados. El bajo ángulo de corona le daba rigidez para soportar el cable y el alto ángulo lateral le otorgaba confort.
En cambio, en los neumáticos radiales los cables se colocan todos a 90 grados con la dirección de rotación (o sea de borde a borde del neumático). Este diseño evita que los cables froten unos contra otros al flexionarse el neumático, reduciendo la fricción de rodadura del neumático. De esta forma los vehículos con neumáticos radiales poseen una mejor economía de combustible que los vehículos con neumáticos tradicionales o comunes. Además es lo que produce esa apariencia de desinfladas que poseen las paredes laterales de los neumáticos radiales, comparada con la apariencia de los neumáticos comunes.
El primer diseño de un neumático radial fue patentado en 1915 por Arthur W. Savage, un fabricante de neumáticos de San Diego, California. Las patentes de Savage expiraron en 1949. El diseño fue refinado y comercializado por Michelin;  el primer neumático radial para vehículos de Michelin fue el modelo X desarrollado en 1946 por el investigador de Michelin Marius Mignol, y luego en 1952 un neumático para camión. A causa de sus ventajas, desde finales del siglo XX, se ha convertido en el diseño utilizado en la mayoría de los neumáticos.